# (1955) McMath
(1955) McMath ist ein Asteroid des Hauptgürtels, der am 22. September 1963 am Goethe-Link-Observatorium entdeckt wurde.
Er ist nach dem US-amerikanischen Astronomen, Ingenieur und Unternehmer Robert Raynolds McMath (* 1891; † 1962) benannt.